# Isaiah Banks
Isaiah Ivory Banks (8 de julio del 2001, Filadelfia, Pensilvania, Estados Unidos), más conocido como Isaiah Banks, es un jugador de fútbol americano de la NFL y actualmente milita en Las Vegas Raiders y que desempeña principalmente la posición de quarterback.

## Biografía
Isaiah es hijo de un abogado hawaiano (Akela Banks). Este, a su vez, es hijo de inmigrantes africanos. Su padre nació en Senegal, y su madre en Camerún. Ambos se conocieron en el país natal de ella, e emigraron a Honolulu, en Hawaii. Allí nació su hijo, y padre de Tyree. La madre de este (Emma Banks), en cambio, nació en Kinsasa, capital de la República Democrática del Congo. Los padres de ella, eran de Costa de Marfil (padre) y República del Congo (madre). Junto a sus dos hermanas y sus padres, emigraron a Francia, concretamente a Rennes. Allí crecieron las hijas. Cuando Emma cumplió los 18 años, ingresó en la universidad de la Sorbona, en París. Durante un viaje a Los Ángeles, conoció a Akeela Banks, y pronto comenzaron a salir, y esta, se mudó a Los Ángeles. Allí dieron a luz a sus dos primeras hijas, Lakisha y Latoya Banks. Más tarde se mudaron a Filadelfia, donde nacieron el resto de sus hijos: Tyree, Isaiah, Natasha y Zuri.
Isaiah es hermano, del jugador de la NBA Tyree Banks, de la jugadora de la WNBA Zuri Banks y de la modelo y empresaria Natasha Banks.

## Infancia
Isaiah Banks nació en Spruce Hills, Filadelfia, el 8 de julio del año 2001. Estudió de pequeño, al igual que su hermano mayor, en la School District-Philadelphia, donde desde pequeño destacó en baloncesto y en fútbol americano. Más tarde asistió a la Martin Luther King High School. Allí formó parte del equipo de fútbol americano, siendo el quarterback del equipo, y considerado por muchos, el mejor quarterback del estado de Pensilvania.

## Carrera universitaria
Banks se comprometió con la Universidad de Penn State, y jugó durante dos temporadas para los Nittany Lions. En su primera temporada con los Lions completó 324 pases y 29 pases de touchdown. Cayeron en semifinales frente a LSU Tigers. En su segunda temporada, completó 246 pases y 37 pases de touchdown, y sin recibir ninguna intercepción y solo 1 fumble en contra. Se declaró elegible ese mismo año, siendo considerado como uno de los mejores quarterbacks del draft de ese año junto con Trevor Lawrence.

## Carrera profesional

### Las Vegas Raiders
Isaiah Banks fue elegido en la primera ronda con el pick nº 29 por Las Vegas Raiders, siendo este su segunda selección en el Draft. Banks disputó 7 temporadas en el conjunto de negro y plata, en las que ganó 1 Super Bowl en el año 2023, tras vencer en la fase divisional a los Miami Dolphins y en la Super Bowl a los Dallas Cowboys. En 2025 firmó una extensión de contrato con los Raiders de 2 años y 52 millones de dólares.

### New Orleans Saints
Tras finalizar la extensión con los Raiders, firmó como agente libre un contrato de 5 años y 170 millones de dólares con los New Orleans Saints. Con los Saints se proclamó 2 veces campeón de la Super Bowl, en 2030 frente a los Pittsburgh Steelers y en 2032 frente a los Kansas City Chiefs. Tras finalizar la temporada 2034 rechazó una extensión de 3 años y 102 millones de dólares

### Philadelphia Eagles
Como agente libre firmó con los Philadelphia Eagles en 2035 por 3 años y 69 millones de dólares. Allí coincidió un año con Zyshone Smith y también con AB Burke. En 2036 ganaron la Super Bowl, coronando así la etapa de Smith en los Eagles, y Banks disputó una temporada más como quarterback suplente, ayudando al quarterback titular para conviertirlo en jugador franquicia.

## Retirada y Hall of Fame
Banks se retiró en el año 2037. Isaiah Banks fue introducido en el Hall of Fame en una ceremonia realizada el 25 de junio del año 2037, junto con Joe Burrow, Zyshone Smith, K'Von Wallace, A.J. Terrell, Isaiah Simmons y Tua Tagovailoa.

## Curiosidades
Isaiah Banks afirmó que luce el dorsal nº 32 en honor al país natal de su madre, la República Democrática del Congo. El país estuvo sometido durante 32 años a la dictadura del cleptócrata Mobutu Sese-Seko. Según el es una forma de honrar a todas las víctimas de aquella dictadura, que los tuvo exiliados (fue el caso de sus abuelos, su madre y sus tías) o aterrorizados durante 32 años.